# Panamá Pacífico
Panamá Pacífico es un complejo de uso mixto situado al oeste de Panamá en la antigua base de Howard en el Distrito de Arraiján, Panamá Oeste. El proyecto empezó a desarrollarse desde el año 2007 a un costo de 450 millones de dólares en su primera fase. 
London & Regional Panamá es la empresa encargada de desarrollar el complejo de Panamá Pacífico a un costo de 10 billones de dólares en un terreno de 1,400 hectáreas en un plazo de 40 años, siendo así unos de los proyectos más ambiciosos del continente americano.
Mediante la ley 41 se crea en Panamá la agencia del Área Económica Especial Panamá - Pacífico la cual actúa de forma autónoma, y es la responsable de la administración, promoción, desarrollo, reglamentación y uso adecuado de las áreas asignadas a Panamá-Pacífico.

## Urbanización
Actualmente se encuentra proyectos construidos y en construcción de casas y apartamentos en Panamá Pacífico tales como: Woodlands, Mosaic, Nativa, River Valley, Soleo, entre otros. Se estima que el plan maestro contemple 20,000 hogares.
Dentro del complejo también se encuentra el Complejo de Resorts 5 estrellas al sur del proyecto.

## Potencial económico
En el 2014 Panamá Pacífico cuenta con 105 empresas multinacionales que en ellas se destacan PPG Insdustries, 3M, Dell, VF, BASF, Samtec y Caterpillar, generando más de 3,000 empleos; ubicados en oficinas o bodegas.